# Pietro Servio
 (avril 2022).
Pietro Servio (né vers la fin du XVIe siècle à Spolète et mort en 1648 à Rome) est un médecin et archéologue italien.

## Biographie
Pietro Servio naquit vers la fin du 16e siècle, à Spolète, capitale de l’Ombrie. Venu jeune à Rome pour y suivre les cours de médecine, il trouva le loisir de se livrer en même temps à son goût pour l’antiquité. Depuis, il enseigna la médecine. Il cultivait aussi la chimie, science abandonnée presque entièrement alors aux empiriques et découvrit le premier que l’eau de mer devenait potable par la distillation. Ses talents comme antiquaire lui méritèrent l’estime des savants, entre autres de Gabriel Naudé, dont on a trois lettres adressées à Servio dans le recueil publié par la Poterie. Ce médecin mourut à Rome en 1648, et fut inhumé dans l’église de Ste-Marie des Anges, où son épitaphe, rapportée par Galletti (Inscript. roman.), le qualifie vir probus.

## Œuvres
- Ad librum De sero lactis Steph. Roderic Castrensis declamationes, Paris, 1632, in-12 ; Rome, 1634, in-8°. Cet opuscule, que Servio publia sous le nom anagrammatisé de Persius Trivius, est une réfutation du traité d’Estêvão Rodrigues de Castro sur la propriété du petit lait.
- Institutionum quibus tyrones ad medicinam informantur libri tres, Rome, 1638, in-12. À ces institutions médicales l’auteur a réuni deux harangues adressées à ses élèves : l’une sur les qualités nécessaires au médecin, et l’autre dans laquelle, en examinant si l’on peut être bon médecin quoique jeune, il se décide pour l’affirmative.
- Juveniles feriæ quæ continent antiquitatum romanarum miscellanea, Avignon, 1638 ; Rome, 1640, in-8°[1]. C’est un recueil de dissertations sur les mœurs et les usages des anciens Romains ; elles ont été insérées par Gaudenzio Roberti dans les Miscellanea italica erudita, t. 2. p. 1-96. Grævius en a publié quatre, qui sont relatives aux noms et prénoms des femmes chez les Romains, dans la préface du Thesaurus antiquit. romanar., t. 2, qui renferme la dissertation sur le même sujet de Giuseppe Castaglione, dont Servio combat le sentiment.
- De odoribus dissertatio philologica, Rome, 1641, in-4°, réimprimé par Gaudenzio Roberti dans les Miscellanea, t. 3, p. 631-678, et par Gronovius dans le Thesaurus antiquitat. græcarum, t. 2. p. 645-676. Haller, dans la Biblioth. medica practica, t. 2, p. 597, dit que cet ouvrage de Servio est imprimé dans le format in-8°, et que le sujet y est envisagé sous le rapport de la physique ; mais c’est une double inexactitude.
- De unguento armario liber, Rome, 1642 ou 1643, in-8°, inséré dans le Theatrum sympatheticum, Nuremberg. 1662, in-4° ; traduit en allemand, Francfort, 1664, 1672, in-8°. Ce livre, qui fait peu d’honneur à Servio, est plein de récits merveilleux sur les effets de ce remède.